# 栾庆伟
栾庆伟（1962年11月—），男，汉族，中华人民共和国政治人物。大连理工大学管理科学与工程专业毕业。曾任抚顺市人民政府市长，2015年9月接受组织调查。“精致的利己主义者”。

## 生平
1983年8月参加工作。1986年6月加入中国共产党。1986年8月至2002年1月，历任大连理工大学管理学院教师、讲师、副教授、副院长、教授、博士生导师。
2002年1月，任大连市信息产业局副局长，2003年2月，升任市信息产业局局长。2007年5月，任大连高新技术产业园区管委会主任。
2013年2月，任抚顺市人民政府副市长、代市长。2013年7月，任抚顺市人民政府市长。
2015年9月，涉嫌严重违纪违法，接受组织调查。
2015年12月，辽宁省纪委查出栾庆伟严重违反廉洁纪律，利用职务上的便利，在企业经营等方面为他人谋取利益收受财物；为亲属经营活动谋取利益；搞钱色交易。其中，利用职务上的便利，为他人谋取利益收受财物问题涉嫌犯罪。依据有关规定，决定给予栾庆伟开除党籍处分；由监察厅报请省政府批准给予行政开除处分；收缴其违纪所得；将其涉嫌犯罪问题、线索及所涉款物移送司法机关依法处理。